# Bodhi-væsen
Et bodhi-væsen er en der har den fulde indsigt i buddhismen. Altså opfattelsen af verden som tom.
24°41′45″N 84°59′29″Ø / 24.695913888889°N 84.991469444444°Ø
| Religion | Spire Denne religionsartikel er en spire som bør udbygges. Du er velkommen til at hjælpe Wikipedia ved at udvide den. |